# Primera División de Gozo 2020-21
La Primera División de Gozo 2020-21 es la edición número 74 de la Primera División de Gozo. El torneo también es conocido como BOV Primera División en razones de patrocinio, al ser auspicida por el Bank of Valleta.
En ella participan 9 equipos de los cuales juegan entre sí mediante un Sistema de todos contra todos dos veces totalizando 16 partidos cada uno. Al término de las 18 jornadas el equipo con mayor puntuación se proclama campeón, por otro lado los 2 últimos clasificados descenderán directamente a la Segunda División de Gozo 2021-22, mientras que el antepenúltimo clasificado jugará un playoff de ascenso y descenso contra el subcampeón de la Segunda División de Gozo 2020-21.

## Equipos participantes
| Pos.   | Equipo                | Ciudad      | Fundación |
| ------ | --------------------- | ----------- | --------- |
| 1      | Nadur Youngsters FC   | Nadur       | 1958      |
| 2      | Xewkija Tigers FC     | Xewkija     | 1939      |
| 3      | Victoria Hotspurs FC  | Victoria    | 1948      |
| 4      | Għajnsielem FC        | Għajnsielem | 1936      |
| 5      | Kerċem Ajax FC        | Kerċem      | 1953      |
| 6      | Xagħra United FC      | Xagħra      | 1937      |
| 7      | SK Victoria Wanderers | Victoria    | 1958      |
| 1 (SD) | Sannat Lions FC       | Sannat      | 1937      |
| 2 (SD) | Oratory Youths FC     | Victoria    | 1946      |

### Ascensos y descensos
| Pos. | Ascendido de la Segunda División 2019-20 |
| ---- | ---------------------------------------- |
| 1    | Sannat Lions FC                          |
| 2    | Oratory Youths FC                        |

| Pos. | Descendido de la Primera División 2019-20 |
| ---- | ----------------------------------------- |
| 8    | Għarb Rangers FC                          |

## Tabla de posiciones
Actualizado el 10 de Marzo de 2021
| Pos. | Equipo                | PJ | PG | PE | PP | GF | GC | DG  | Pts. | Clasificado a            |
| ---- | --------------------- | -- | -- | -- | -- | -- | -- | --- | ---- | ------------------------ |
| 1    | Għajnsielem FC        | 9  | 8  | 1  | 0  | 34 | 8  | +26 | 25   | Campeón                  |
| 2    | Victoria Hotspurs FC  | 9  | 6  | 1  | 2  | 30 | 11 | +19 | 19   |                          |
| 3    | Nadur Youngsters FC   | 8  | 6  | 1  | 1  | 20 | 4  | +16 | 19   |                          |
| 4    | Kerċem Ajax FC        | 9  | 5  | 1  | 3  | 19 | 17 | +2  | 16   |                          |
| 5    | Xewkija Tigers FC     | 9  | 5  | 0  | 4  | 13 | 17 | -4  | 15   |                          |
| 6    | Sannat Lions FC       | 9  | 3  | 0  | 6  | 12 | 24 | -12 | 9    |                          |
| 7    | SK Victoria Wanderers | 9  | 2  | 1  | 6  | 14 | 21 | -7  | 7    | Play-off del descenso    |
| 8    | Oratory Youths FC     | 9  | 1  | 1  | 7  | 11 | 26 | -15 | 4    | Segunda División 2021-22 |
| 9    | Xagħra United FC      | 9  | 1  | 0  | 8  | 4  | 29 | -25 | 3    | Segunda División 2021-22 |